# Abell 222
Abell 222 je galaktički skup u zviježđu Kita. Sadrži tisuće galaksija, a od Zemlje je udaljen 2,4 milijarde svjetlosnih godina.

## Otkriće tamne tvari
Astronomi su otkrili nevidljivu nit koja krivi prostorvrijeme između galaktičkih skupova Abell 222 i Abell 223. Daljnjim istraživanjem uz pomoć slika s japanskog teleskopa Subaru, astronomi su otkrili da je ta „nevidljiva materija“ u stvari tamna tvar. Astronomi su koristili gravitacijske leće za otkrivanje niti tamne tvari. Galaktički skup Abell 222 je sa skupom Abell 223 povezan s niti tamne tvari, koja je prožeta vrućim plinom koji emitira rendgenske zrake. Daljnja istraživanja pokazuju da ova nit sadrži samo oko 20 posto normalne materije, a za ostatak se pretpostavlja da je tamna tvar. Za ovo opažanje se smatra da se dobro podudara sa standardnim kozmološkim modelom.

## Barionska materija
Oko 5% svemira je sačinjeno od barionska ili obične tvari koja sadrži protone i neutrone, također poznate kao barioni, te od elektrona. Barioni i elektroni su sastavni dijelovi atoma. Astronomi nisu uspjeli pronaći traženih 5% barionske tvari unutar drugih galaksija, zvijezda ili plinova. Nakon promatranja plina koji povezuje Abell 222 i Abell 223, znanstvenici vjeruju da se nedostajuća barionska tvar nalazi unutar plina koji premošćuje 2 skupa. To je bilo teško pronaći zbog činjenice da je plin imao vrlo malu gustoću, što ga je učinilo teškim za otkrivanje. Ovo otkriće je omogućeno položajem skupa Abell 222, koji je orijentiran u smjeru Zemljine linije pogleda, tako da su znanstvenici mogli vidjeti jaku koncentraciju tog plina unutar tog dijela neba.